# Gorilla Grodd
Gorilla Grodd är en fiktiv superskurk som förekommer i DC Comics, skapad av John Broome och Carmine Infantino och dök upp för första gången i The Flash nummer 106 (1959). År 2009 rankades Gorilla Grodd som nummer 35 i IGN:s lista över de 100 bästa serietidningsskurkarna någonsin..
Han är i huvudsak en motståndare till Flash, men han har även slagits mot andra superhjältar såsom Stålmannen, Green Lantern, Martian Manhunter och Birds of Prey.

## Fiktiv biografi
Till en början var Grodd en helt vanlig gorilla, men en dag kraschlandade en utomjordisk farkost i hans hemtrakt i Afrika. Grodd och de andra aporna fick då superintelligens av farkostens pilot. Grodd och en annan gorilla med namnet Solovar utvecklade även telepatiska och telekinetiska krafter. Piloten blev sedan apornas ledare och de började bygga upp ett superavancerat hem som de kallade Gorillastaden. Där levde de i frid ända tills staden blev upptäckt av nyfikna utforskare. Grodd lyckades få en av utforskarna att döda den utomjordiska piloten.
Grodd tog sedan över som apornas ledare och började lägga ut en plan för världsherravälde. Solovar kontaktade då Barry Allen (Flash) via telepati och varnade honom för vad Grodd höll på med. Grodd blev då besegrad av Flash, men han kom senare tillbaka för att hämnas på Flash och innevånarna i Gorillastaden.

## Krafter och förmågor
Grodd är en superintelligent gorilla med enorma mentala krafter. Hans telepatiska förmågor ger honom tillgångar till att få andra varelser under sin mentala kontroll. Han kan skapa telekinetiska kraftvågor och transportera sitt medvetande in till andras kroppar. Han har även en enorm styrka som överstiger en normal gorillas.

## I andra medier
- Grodd medverkar i den tecknade TV-serien Challenge of the Super Friends, som en medlem av Lex Luthors Legion of Doom.
- I TV-serierna Justice League och Justice League Unlimited har han sin egen organisation som kallas Secret Society. Grodd tros dö i avsnittet "Alive".
- Han gör även några framträdanden i TV-serien Batman: The Brave and the Bold .